# Drepanosticta inconspicua
Drepanosticta inconspicua – gatunek ważki z rodziny Platystictidae.